# Pathfinder (UAV)

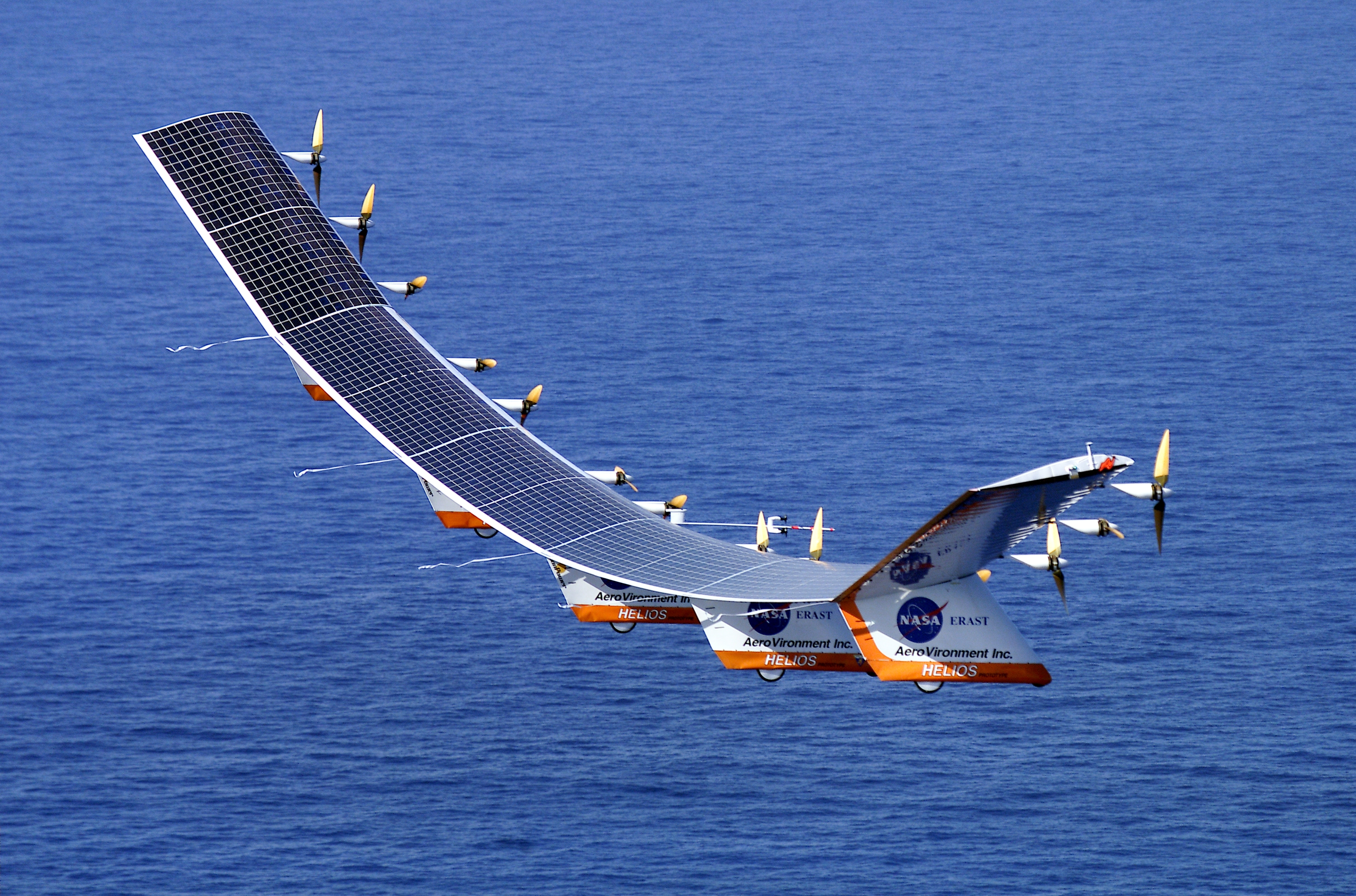
Helios tijdens een vlucht boven de Grote Oceaan.

Pathfinder, Pathfinder Plus, Centurion en Helios waren onbemande vliegtuigen die op zonne-energie werkten. De toestellen zijn ingezet in het kader van NASA's Environmental Research Aircraft and Sensor Technology-programma (ERAST).

## Beschrijving
Alle vier de toestellen zijn gebaseerd op hetzelfde ontwerp. Elke nieuwe versie was echter groter en kon daarom langer in de lucht blijven en meer lading meenemen. Ook hadden Centurion en Helios een systeem aan boord om 's nachts te kunnen vliegen, respectievelijk door middel van accu's en een brandstofcelsysteem.
|                           | Pathfinder                          | Pathfinder Plus                     | Centurion                           | Helios                              |
| ------------------------- | ----------------------------------- | ----------------------------------- | ----------------------------------- | ----------------------------------- |
| Lengte (m)                | 3,6                                 | 3,6                                 | 3,6                                 | 3,6                                 |
| Koorde (m)                | 2,4                                 | 2,4                                 | 2,4                                 | 2,4                                 |
| Spanwijdte (m)            | 29,5                                | 36,3                                | 61,8                                | 75,3                                |
| Maximale massa (kg)       | 252                                 | 315                                 | ±860                                | ±930                                |
| Waarvan lading (kg)       | 45                                  | 67,5                                | 45-270                              | 329,3                               |
| Motoren                   | Elektromotoren, elk 1,5 kW vermogen | Elektromotoren, elk 1,5 kW vermogen | Elektromotoren, elk 1,5 kW vermogen | Elektromotoren, elk 1,5 kW vermogen |
| Aantal motoren            | 6                                   | 8                                   | 14                                  | 14                                  |
| Vermogen zonnecellen (kW) | 7,5                                 | 12,5                                | 31                                  | ?                                   |

## Ontwikkeling
De originele versie van de Pathfinder werd begin jaren 1980 ontwikkeld en gebouwd door het bedrijf AeroVironment als onderdeel van een geheim programma genaamd HALSOL (High-Altitude SOLar). Het beoogde doel van dit programma om een verkenningsvliegtuig op zonne-energie te ontwikkelen dat dagenlang in de lucht kon blijven werd niet gehaald waarop het programma in 1983 opgeheven werd. Het toestel zelf bleef in opslag tot het in de herfst van 1993 kortstondig door de Ballistic Missile Defense Organization werd gebruikt.
Eind 1994 werd het toestel aan NASA overgedragen voor gebruik in het ERAST-programma. In het kader van dit programma vestigde het toestel op 11 september 1995 een hoogterecord voor vliegtuigen op zonne-energie van 50.567 voet (ongeveer 15.413 m). Op 21 oktober van dat jaar werd het toestel ernstig beschadigd bij een ongeluk op de grond. Naast de benodigde reparaties aan het toestel werd hiervan gebruikgemaakt om een upgrade uit te voeren waarna het toestel in april 1997 verhuisd werd van Dryden Flight Research Center, waar tot dan toe alle vluchten waren gedaan, naar het zonnigere Kauai.
Hier werd op 7 juli 1997 een nieuw hoogterecord gevestigd op 71.490 voet (ongeveer 21.790 m) waarmee het toestel ook het hoogst vliegende propeller-aangedreven vliegtuig werd. In 1998 volgde een reeks verdere aanpassingen die als doel hadden verbeterde technologieën te testen alvorens ze toe te passen op een reeks nieuwe prototypes. Het aangepaste toestel kreeg de naam Pathfinder Plus en brak op 6 augustus 1998 opnieuw het hoogterecord voor UAV's en propeller-aangedreven vliegtuigen. Het bereikte ditmaal een hoogte van 80.201 voet (24.445 m). Verbeteringen bestonden onder andere uit efficiëntere zonnecellen en motoren en een grotere spanwijdte.
De opvolger van Pathfinder was Centurion. Hoewel het ontwerp van beide toestellen sterk op elkaar leek was Centurion meer dan twee keer zo breed als zijn voorganger en had het toestel 14 propellers in plaats van 6. Ook was het mogelijk 2 tot 5 uur in het donker te vliegen dankzij lithium-ion-accu's.
De laatste en tevens grootste variant van het project was Helios. Dit toestel was met een spanwijdte van meer dan 75 meter breder dan een Boeing 747. De doelen van het toestel waren een kruishoogte bereiken van rond de 30.000 m en minimaal 24 uur in de lucht blijven waarvan 14 uur boven een hoogte van 15.000 m. Op 14 augustus werd de beoogde kruishoogte bereikt met een vlucht naar 29.524 m. Deze recordvlucht is de enige door de Pathfinder-toestellen die erkend wordt door de Fédération Aéronautique Internationale. Om het tweede doel te halen werden brandstofcellen geïnstalleerd.
Voorafgaand aan de 24-uursvlucht waren een aantal testvluchten gepland om de aanpassingen te testen. Op 26 juni 2003 brak Helios tijdens een van deze vlucht in stukken. Uit een onderzoek naar het ongeluk bleek dat de constructie was bezweken nadat turbulentie onverwacht trillingen veroorzaakte. Daar de Helios het enige prototype was, kon niet meer verder getest worden. Na het onderzoek naar het ongeluk werd ervoor gekozen naar nieuwe ontwerpen te kijken in plaats van een nieuw toestel te bouwen uitgaande van het Helios-ontwerp.